# HMS Cowdray (L52)
HMS Cowdray (L52)  là một tàu khu trục hộ tống lớp Hunt Kiểu II của Hải quân Hoàng gia Anh Quốc được hạ thủy năm 1941 và đưa ra phục vụ năm 1942. Nó đã hoạt động cho đến hết Chiến tranh Thế giới thứ hai, cho đến khi xuất biên chế năm 1950 và bị bán để tháo dỡ năm 1959.

## Thiết kế và chế tạo
Cowdray thuộc vào số 33 chiếc tàu khu trục lớp Hunt nhóm II, có mạn tàu rộng hơn nhóm I, tạo độ ổn định cho một tháp pháo QF 4 in (100 mm) Mark XVI nòng đôi thứ ba, cũng như cho phép tăng số lượng mìn sâu mang theo từ 40 lên 110.
Cowdray được đặt hàng vào ngày 4 tháng 9 năm 1939 cho hãng Scotts Shipbuilding and Engineering Company tại Greenock, Scotland trong Chương trình Chế tạo Chiến tranh Khẩn cấp 1939 và được đặt lườn vào ngày 30 tháng 4 năm 1940. Nó được hạ thủy vào ngày 22 tháng 7 năm 1941 và hoàn tất vào ngày 29 tháng 7 năm 1942. Con tàu được cộng đồng dân cư Chichester tại West Sussex đỡ đầu trong khuôn khổ cuộc vận động gây quỹ Tuần lễ Tàu chiến năm 1942.

## Lịch sử hoạt động

### 1942
Cowdray gia nhập Lực lượng Hộ tống Londonderry vào tháng 9 năm 1942 để làm nhiệm vụ hộ tống vận tải tại Khu vực Tiếp cận phía Tây. Nó được bố trí cùng các tàu khu trục Oakley (L98), Windsor (D42) và Worcester (D96) vào ngày 10 tháng 9 để hộ tống các tàu chở dầu RFA Blue Ranger và RFA Oligarch đi đến thiết lập căn cứ tiếp liệu tại quần đảo Spitzbergen thuộc Na Uy nhằm phục vụ tiếp nhiên liệu cho lực lượng hộ tống các Đoàn tàu PQ18 và QP14 đi và quay về từ Murmansk, Liên Xô. Sau khi hoàn tất nhiệm vụ, nó cùng tàu khu trục Onslaught (G04) và Blue Ranger quay trở về Iceland, và tiếp tục nhiệm vụ hộ tống vận tải từ căn cứ tại Londonderry.
Vào ngày 2 tháng 10, Cowdray tham gia cùng tàu tuần dương hạng nhẹ Curacoa (D41) và các tàu khu trục Bramham (L51), Stake (1917) cùng ba tàu khu trục khác để hộ tống chiếc tàu biển chở hành khách RMS Queen Mary đang vận chuyển 10.000 binh lính Hoa Kỳ thuộc Sư đoàn Bộ binh 29 sang Châu Âu. Trong khi chạy cơ động zig-zag để né tránh bị tàu ngầm đối phương tấn công, Queen Mary đã đâm trúng Curacoa khiến chiếc tàu tuần dương vỡ làm đôi và đắm chỉ trong vài phút. Cowdray đã tham gia cứu vớt những người sống sót.
Đến ngày 25 tháng 10, Cowdray tham gia hộ tống các đoàn tàu vận tải chuyển quân sang Bắc Phi nhằm chuẩn bị cho Chiến dịch Torch, cuộc đổ bộ của lực lượng Đồng Minh. Nó được điều sang Lực lượng Đặc nhiệm phía Đông trong quá trình đổ bộ, và đang khi hoạt động ngoài khơi Bãi C về phía Đông mũi Natofou, Algérie đã bị đối phương tấn công ác liệt với bom và ngư lôi. Một quả bom đã đánh trúng phía trước tàu bên mạn phải, kích nổ bên dưới lườn tàu, gây hư hại cho phòng nồi hơi số 1 và khiến con tàu bị bất động. Năm người đã thiệt mạng và 12 người khác bị thương do cuộc tấn công. Nó được tàu quét mìn Algerine (J213) kéo đến vị trí cách Algiers 7 mi (11 km) vào ngày hôm sau, và kéo đến Algiers vào ngày 16 tháng 11 nơi nó được sửa chữa tạm thời từ tháng 12.

### 1943 – 1944
Cowdray được sửa chữa tại Algiers cho đến ngày 24 tháng 4 năm 1943, khi nó lên đường quay trở về Anh để tiếp tục sửa chữa, đi đến xưởng tàu Chatham vào ngày 22 tháng 5. Công việc kéo dài cho đến ngày 23 tháng 8 năm 1944; và đang khi được sửa chữa, nó được đề nghị để chuyển giao cho Hải quân Hoàng gia Hy Lạp, nhưng việc chuyển giao này bị hủy bỏ.
Cowdray được phân về Chi hạm đội Khu trục 21 vào tháng 9, đặt căn cứ tại Sheerness, và đảm nhiệm việc tuần tra ven biển chống sự xâm nhập của tàu phóng lôi E-boat Đức cũng như hộ tống các đoàn tàu vận tải đi lại tại Bắc Hải và eo biển Manche.

### 1945
Vào giai đoạn này, tàu E-boat và tàu ngầm bỏ túi đối phương tiến hành các hoạt động rải mìn nhằm ngăn trở các tuyến đường tiếp liệu đi đến các cảng Châu Âu. Đang khi tấn công một tàu ngầm bỏ túi vào ngày 10 tháng 1 năm 1945, Cowdray va phải một xác tàu đắm dưới nước, và bị hư hại vòm sonar và trục chân vịt. Nó lại vào ụ tàu tại Chatham và phải sửa chữa cho đến tháng 4.
Cowdray gia nhập trở lại chi hạm đội vào ngày 12 tháng 4, nhưng đến tháng 5 lại được đề cử tăng cường cho Chi hạm đội Khu trục 18 trực thuộc Hạm đội Đông. Nó được tái trang bị để chuẩn bị phục vụ ở nước ngoài, và lên đường đi Trincomalee, Ceylon vào tháng 8.

### Sau chiến tranh
Cowdray chỉ phục vụ vài tuần tại Đông Ấn thuộc Hà Lan, rồi lên đường quay trở về Anh vào tháng 11, về đến Chatham vào ngày 5 tháng 12, nơi nó phục vụ Chi hạm đội Khu trục Nore. Con tàu được chuyển sang thành phần dự bị tại Chatham vào tháng 1 năm 1950, rồi chuyển đến Portsmouth vào năm 1953 và đưa vào danh sách loại bỏ năm 1959. Nó được bán cho hãng BISCO để tháo dỡ, và được kéo đến xường tháo dỡ của J. J. King tại Sunderland để tháo dỡ vào ngày 3 tháng 9 năm 1959.